# Henry Ellenson
Henry John Ellenson (Rice Lake, Wisconsin, nascut el 13 de gener de 1997) és un jugador de bàsquet nord-americà. Amb 2,11 metres d'alçada, juga en la posició d'aler.
L'estiu de 2022 va fitxar pel Club Joventut Badalona provinent del Monbus Obradoiro. L'estiu següent rescindeix el seu contracte i marxa a jugar als Ibaraki Robots de la lliga japonesa.